# 인텔 80186
80186은 1982년 인텔이 개발한 마이크로프로세서이다.

## 특징

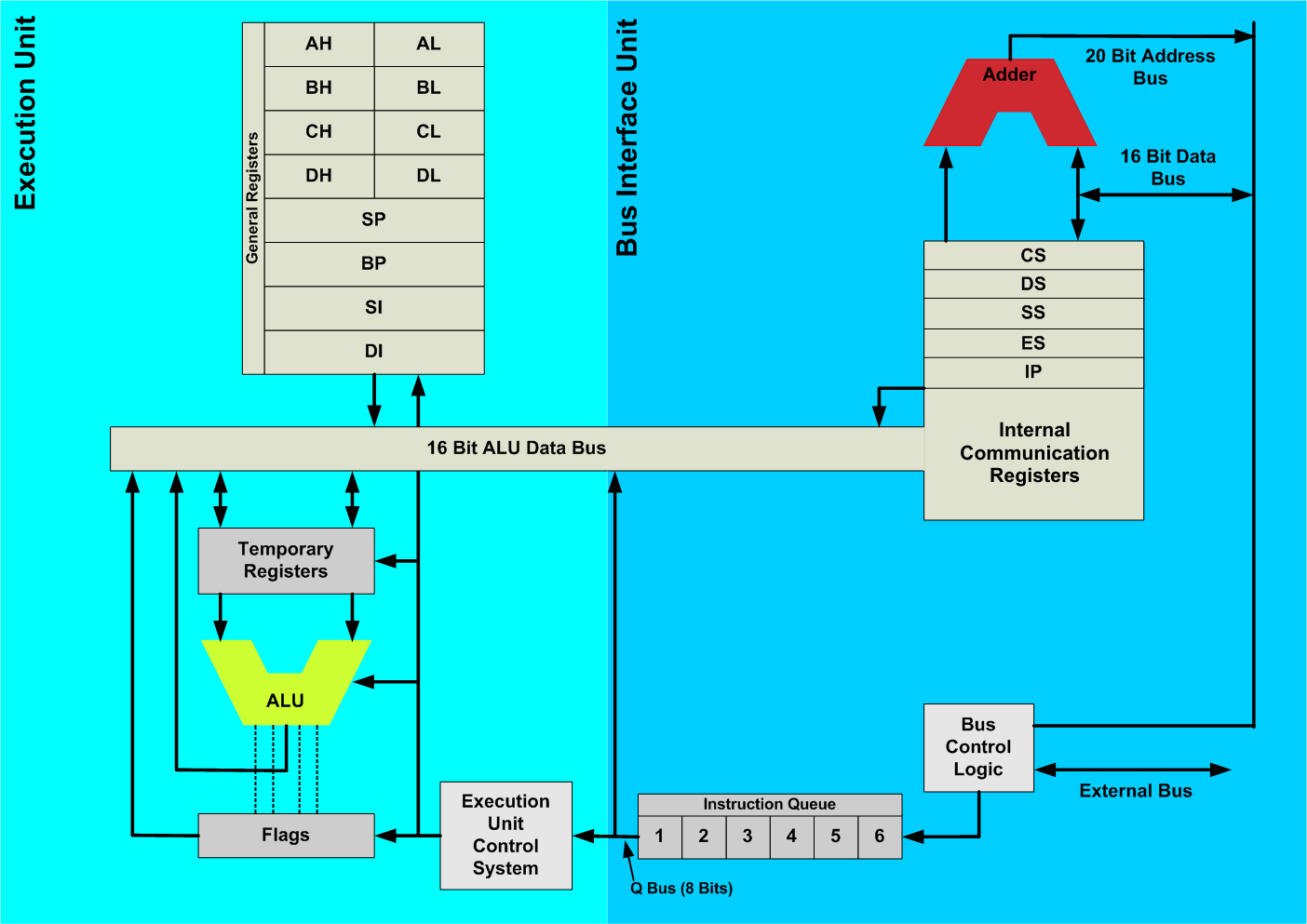
인텔 80186의 아키텍처

인텔 80186 아키텍처의 블럭 다이아그램

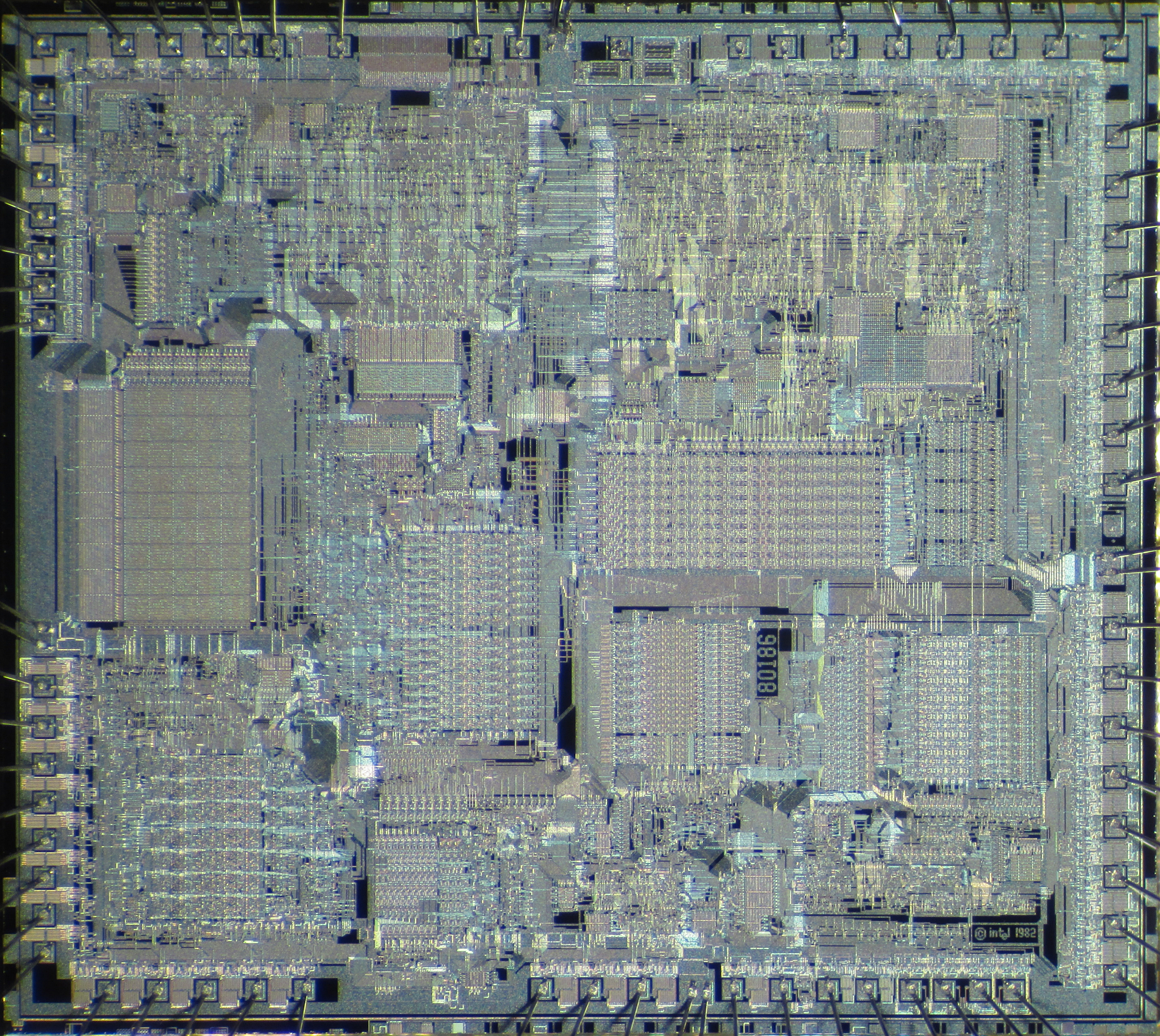
인텔 80186 다이

8086의 후속으로 개발된 이 CPU는, 8086과 마찬가지로 16비트의 외부 버스를 갖고 있었으며, 8088처럼 8비트의 데이터 버스를 가진 80188도 있었다. 초기 80186/80188의 클럭 주파수는 6MHz였으나, 마이크로 코드 대신에 추가된 일부 하드웨어로 인해 개별 명령어 중 일부는 8086 때보다 10~20배 정도 빠르게 작동하는 경우도 있었다. 전체적으로는 초당 100만개의 명령어를 처리할 수 있는 능력이었다.
뒤이어 개발된 80286 및 80386 CPU와는 달리, 기능의 추가로 인한 아키텍처 변경은 없고, 8086 시리즈에 주변 IC(클럭 제네레이터, 인터럽트 콘트롤러, 타이머, DMAC, 칩 셀렉터)가 집적화되고, 프로그램의 소형화, ROM화에 관련된 10여개의 명령어가 추가된 정도로, 전체적으로 칩의 숫자가 줄어들었다는 점을 의의로 들 수 있다.
80186의 패키지 형태는 전용 소켓이 없이는 기판에 장착시킬 수 없는 CLCC(세라믹 리드리스 칩 캐리어)를 시작으로, PLCC, QFP, PGA형식으로 나왔다. 패키지의 형태에 따라 칩 이름의 앞부분에 각각 별도의 이니셜이 부가되었다.(R(CLCC), N(PLCC), S(QFP), A(PGA) 등)
80186에서 추가된 새 명령어는 다음과 같다:
```
ENTER  프로시저의 인수(parameter)를 위한 스택 프레임 생성
LEAVE  고수준 프로시저의 종료
PUSHA  모든 일반 레지스터의 Push 처리
POPA   모든 일반 레지스터의 Pop 처리
BOUND  배열의 색인(index) 값이 경계를 넘었는가 확인
UD2    잘못된 OPCODE 예외 발생
IMUL   부호 포함 정수 곱셈
INS    포트에서 입력으로 문자열을 받음
OUTS   문자열을 포트에 출력
```

## 80186을 사용한 시스템
애초에 이 CPU는 IBM PC 등에서 사용되었던 DMAC 등과는 호환성이 없었기 때문에, 마이크로 콘트롤러 쪽보다는 주로 임베디드 시스템 쪽에 많이 사용되어, 개인용 컴퓨터에서는 그다지 많이 사용되지 않았다.
그러나 예외적으로, 마인드셋(Mindset)의 그래픽 워크스테이션, 지멘스 PC-D 스웨덴의 학습용 컴퓨터 컴피스(Compis), RM Nimbus(영국의 학습용 컴퓨터), Unisys ICON(캐나다의 학습용 컴퓨터), HP 200LX, 탠디(Tandy) 2000, 일본 후지쯔의 FM-16β의 CPU로 80186이 사용되었다. 여기에 영국의 어콘(Acorn)에서 발매한, 80188 CPU에 관련 칩과 512킬로바이트의 메모리를 내장한 'Master 512 system'이라는 프로세서 추가 보드가 있었다.

## 같이 보기
- NEC V20